# Living
《Living》（日语： Ribingu）是「遠端劇」形式電視劇，2020年5月30日及6月6日，在NHK綜合於周六晚間23時30分至翌日0時播放。為防新型冠狀病毒感染症疫情擴大，本劇為遠端制作，採用坂元裕二原創奇幻劇本，以15分×4話的短篇系列形式，描繪天才小說家想像出的4個家庭，每個家庭都抱有意想不到的秘密。

## 製作
為防新型冠狀病毒疫情擴大，本作的商討、綵排均透過智能電話及個人電腦進行，制作時會在線確認演員用智能電話等拍攝的片段。
角色關係對應演員在現實中的關係。全話中，阿部貞夫飾演作家，壇蜜為CG角色「橡實」配音。阿部飾演的作家會想像出4個家庭，描繪他們異想天開的故事。壇蜜所飾演CG角色「橡實」的人物設定由動畫工作室「Tonko House」負責，工作室由曾在彼思動畫製作室擔任藝術總監的堤大介與Robert Kondo 2人於2014年創立。
岩崎太整負責音樂，透過遠端錄音，與国内外演奏家共同創作所有曲目。

## 故事簡介
截稿時期逼近，小說家苦想故事，桌子上的「橡實」突然對他說「還有60分截稿。請加快速度!」。在會説話的「橡實」激励下，小說家展開想像，創造出4個家庭，每個家庭都抱有意想不到的秘密。
第1話「#1 尼安德塔」
在周圍看來，共同過著平凡生活的好姐妹，實際上有從未對他人展示過的「隱藏面目」。

第2話「#2 国境」
在近未来的日本，以製作「過去曾流行的料理」為生的兄弟，某天收到1封信。

第3話「#3 關東煮與啤酒」
深愛太太，害怕太太生氣後捨棄他的軟弱丈夫，某天獲得特別的能力。

第4話「#4 敬遠」
為防感冒傳給剛分娩的妻子，請假的丈夫留在自己房間，無聊地看電視，卻看到應已暫停的棒球直播賽。

## 登場人物
全話
作家
演 - 阿部貞夫
橡實
声 - 壇蜜

第1話「#1 尼安德塔」

演 - 廣瀨愛麗絲

演 - 廣瀨鈴

第2話「#2 国境」

演 - 永山瑛太

演 - 永山絢斗

第3話「#3 關東煮與啤酒」

演 - 中尾明慶

演 - 仲里依紗

第4話「#4 敬遠」
東山
演 - 青木崇高
祥子
声 - 優香
實況
声 - 栗田晴行

## 製作人員
- 作 - 坂元裕二
- 音樂 - 岩崎太整
- 人物設定（橡實） -
- 制作統括 - 訓霸圭
- 製作人 - 矢部誠人（1、3話）、大越大士（2、4話）
- 演出 - 加藤拓、西村武五郎
- 制作、著作 - NHK

## 播放日程
|       | 各話  | 播放日  | 日文標題 | 中文標題        | 演出       |
| ----- | ----- | ------- | -------- | --------------- | ---------- |
| 第1夜 | 第1話 | 5月30日 |          | #1 尼安德塔     | 加藤拓     |
| 第1夜 | 第2話 | 5月30日 |          | #2 国境         | 西村武五郎 |
| 第2夜 | 第3話 | 6月06日 |          | #3 關東煮與啤酒 | 加藤拓     |
| 第2夜 | 第4話 | 6月06日 |          | #4 敬遠         | 西村武五郎 |

## 脚注

### 註解
1. ↑  例：廣瀨愛麗絲、廣瀨鈴飾演姐妹，永山瑛太、永山絢斗飾演兄弟，中尾明慶、仲里依紗及青木崇高、優香飾演夫妻。

## 外部連結
- 遠端劇 Living （页面存档备份，存于） - NHK